# ویکی‌پدیای آلمانی
ویکی‌پدیای آلمانی (به آلمانی: Deutschsprachige Wikipedia) نسخهٔ زبان آلمانی دانشنامهٔ ویکی‌پدیا با بیش از ۲میلیون مقاله، چهارمین ویکی پدیا ازنظر تعداد مقالات پس از انگلیسی، سینوگبانونی و سوئدی است. این نسخه که در ماه مهٔ سال ۲۰۰۱ به‌کار افتاد، در نوامبر ۲۰۰۵ به بیش از ۳۲۲٬۰۰۰ مقاله دست یافت. این نسخه، با بیش از ۲٬۴۲۷٬۳۰۰ مقاله، چهارمین زبان ویکی‌پدیا از نظر شمار نوشتارها است.
- در سپتامبر ۲۰۰۴، مجلهٔ سِ تِ (C't)، که مجلهٔ رایانه‌ایِ مشهوری است، مقایسه‌ای بین ویکی‌پدیای آلمانی، دانشنامهٔ بروکهاوس مولتیمدیال و مایکروسافت اِنکارتا انجام داد، که در این میان، ویکی‌پدیا توانست با نمرهٔ ۴٫۳ از ۵ پیروز شود.
- چند هفته بعد، هفته‌نامهٔ دی تسَیت، ویکی‌پدیا را با چند اثر مرجع مقایسه کرد و دریافت که ویکی‌پدیا باید «مقام پیشروی خود در رشتهٔ علوم طبیعی را به اشتراک بگذارد.»
- در نوامبر ۲۰۰۴، انتشارات دیرکت‌مدیا (Directmedia Publishing GmbH) آغاز به انتشار یک لوح فشرده حاوی مقاله‌های ویکی‌پدیای آلمانی کرد. تعداد ۴۰٬۰۰۰ لوح فشرده برای مشتری‌های ثبت‌نام‌شدهٔ دیرکت‌مدیا ارسال شد. پروندهٔ iso. توسط ای‌میول (eMule) و بیت‌تورنت (BitTorrent) توزیع شدند. در ماه دسامبر، مجلهٔ رایانه‌ایِ چیپ (CHIP) این برنامه را بر روی دی‌وی‌دی عرضه کرد. یک دی‌وی‌دی هم توسط دیرکت‌مدیا در تاریخ ۶ آوریل ۲۰۰۵ منتشر شد.
- در ژانویهٔ سال ۲۰۰۵، Google Zeitgeist اعلام کرد که "Wikipedia" هشتمین عبارت جستجو در "گوگل آلمانی" است و تنها بعد از کلیدواژه‌های سونامی، جرج بوش، فایرفاکس، رودولف موسهامر (Rudolph Moshammer) (یک طراح مد لباس)، اشناپی (Schnappi) (یک شخصیت کارتونی)، فروشگاه ساتورن (Saturn) و آنجلینا جولی قرار دارد. در ماه فوریهٔ همان سال، ویکی‌پدیا به مقام سوم پس از کلیدواژه‌های فایرفاکس و روز والنتاین دست یافت.
- در ۲۳ مهٔ ۲۰۱۱، این دانش‌نامه با بیش از ۱٬۲۳۳٬۰۰۰ مقاله، دومین زبان ویکی‌پدیاها بوده‌است.[۱]
- در ۱۹ نوامبر ۲۰۱۶، این دانش‌نامه با بیش از ۲ میلیون مقاله، در ردهٔ دوم زبان‌های ویکی‌پدیاها قرار داشت.

ویکی‌پدیای آلمانی، هم‌اکنون ۲۶ مارس ۲۰۲۵ میلادی، تعداد ۴٬۵۴۶٬۹۰۲ کاربرِ ثبت‌نام‌کرده، ۱۷۱ مدیر، و ۳٬۰۰۰٬۳۱۴ مقاله دارد.